# The Hard Way (Steve Earle)
The Hard Way è il quarto album in studio del cantautore statunitense Steve Earle, pubblicato nel 1990.

## Tracce
Testi e musiche di Steve Earle eccetto dove indicato.

1. The Other Kind - 5:09
2. Promise You Anything - 2:43 (Earle, Maria McKee, Patrick Sugg)
3. Esmeralda's Hollywood - 6:01 (Earle, Maria McKee)
4. Hopeless Romantics - 2:45
5. This Highway's Mine (Roadmaster) - 3:54
6. Billy Austin - 6:16
7. Justice in Ontario - 4:47
8. Have Mercy - 4:41
9. When the People Find Out - 4:10
10. Country Girl - 4:11
11. Regular Guy - 3:17
12. West Nashville Boogie - 3:09
13. Close Your Eyes - 4:44